# Dinetus
Dinetus es un género con siete especies de plantas con flores perteneciente a la familia de las convolvuláceas. Ampliamente distribuido en Asia.

## Descripción
Son herbáceas, enredaderas anuales o perennes, glabras o seríceas. Las raíces fibrosas (agrandamiento de órganos de almacenamiento en D. duclouxii). Tallos estriados, los nodos a menudo pilosos, de lo contrario subglabro. Las hojas pecioladas, simples, cordiforme, enteras o lobuladas, finamente cartáceas,  pecíolo teretes, adaxialmente surcado, o comprimido. Inflorescencias solitarias o en pares, axilares, bracteosas, racemosas o paniculadas, brácteas foliáceas, pecioluladas o sésiles, amplexicaules, persistentes; bractéolas 2 (o 3).
Flores pequeñas a grandes, a menudo fragantes.

## Taxonomía
El género fue descrito por Buch.-Ham. ex D.Don   y publicado en The British Flower Garden, . . . 2: , pl. 127. 1825[1825]. La especie tipo es: Dinetus racemosus (Roxb.) Sweet.

## Especies
- Dinetus decorus
- Dinetus dinetoides
- Dinetus duclouxii'
- Dinetus grandiflorus
- Dinetus paniculata
- Dinetus racemosa
- Dinetus truncatus